# Kiriłł Gołosnicki
Kiriłł Gołosnicki (ur. 30 maja 1994 w Zielenogradzie) – rosyjski rugbysta grający w formacji ataku, reprezentant kraju, uczestnik Pucharu Świata 2019.

## Kariera klubowa
Grać w rugby zaczął w wieku siedmiu-ośmiu lat, mając lat szesnaście został częścią seniorskiego składu RK Zielenograd. Z zespołem awansował w sezonie 2014 na najwyższy poziom ligowy, jednak po sezonie 2015 klub z powodów finansowych ogłosił nieprzystąpienie do kolejnych rozgrywek.
Jeszcze w trakcie tego sezonu kontrakt zawodnikowi zaoferował Krasnyj Jar Krasnojarsk, jednak Gołosnicki początkowo odmówił, ostatecznie związał się z tym klubem od roku 2016. Zadebiutował w wygranym meczu o Superpuchar, a w kolejnych latach trzykrotnie zdobywał z nim srebrny medal mistrzostw kraju.

## Kariera reprezentacyjna
Został dostrzeżony przez trenerów szczebla krajowego podczas spartakiady. Z kadrą U-19 zajął drugie miejsce podczas Mistrzostw Europy 2013.
W seniorskiej reprezentacji zadebiutował w czerwcu 2016 roku meczem z USA i od tej pory rozegrał w niej dziesięć spotkań zdobywając trzy przyłożenia. Znalazł się w trzydziestojednoosobowym składzie na Puchar Świata w Rugby 2019.